# Episodi di Coppia di re (prima stagione)
La prima stagione della serie televisiva Coppia di re è stata trasmessa negli Stati Uniti dal 10 settembre 2010 al 9 maggio 2011 su Disney XD.
In Italia è andata in onda dal 21 febbraio 2011 su Disney XD e dal 12 settembre dello stesso anno su Disney Channel.
La stagione introduce due gemelli, Brady (interpretato da Mitchel Musso) e Boomer (interpretato da Doc Shaw), che scoprono di essere i sovrani dell'isola di Kinkow; nel cast vi sono anche Geno Segers, Ryan Ochoa e Kelsey Chow.
| nº  | Titolo originale                  | Titolo italiano                    | Prima TV USA      | Prima TV Italia |
| --- | --------------------------------- | ---------------------------------- | ----------------- | --------------- |
| 1-2 | Return of the Kings               | Il ritorno dei re                  | 10 settembre 2010 | 2011            |
| 3   | Beach Bully Bingo                 | Bulli da spiaggia                  | 22 settembre 2010 | 2011            |
| 4   | A Mermaid's Tail                  | Coda da sirena                     | 29 settembre 2010 | 2011            |
| 5   | Where the Wild Kings Are          | La scomparsa dei re selvaggi       | 6 ottobre 2010    | 2011            |
| 6   | Big Kings on Campus               | Grandi re vanno a scuola           | 13 ottobre 2010   | 2011            |
| 7   | The Brady Hunch                   | Il sospetto di Brady               | 20 ottobre 2010   | 2011            |
| 8   | Junga Ball                        | Il torneo di Junga Ball            | 27 ottobre 2010   | 2011            |
| 9   | Revenge of the Mummy              | La vendetta della mummia           | 8 novembre 2010   | 2011            |
| 10  | Oh Brother, Where Arr Thou?       | Oh, fratello, dove sei?            | 15 novembre 2010  | 2011            |
| 11  | No Kings Allowed                  | Vietato l'ingresso ai re           | 22 novembre 2010  | 2011            |
| 12  | Pair of Jokers                    | Una coppia di burloni              | 29 novembre 2010  | 2011            |
| 13  | Pair of Prom Kings                | Due re... in ballo                 | 17 dicembre 2010  | 2011            |
| 14  | Tone Deaf Jam                     | Il re stonato                      | 17 dicembre 2011  | 2011            |
| 15  | The Bite Stuff                    | La puntura del Waka Waka           | 17 gennaio 2011   | 2011            |
| 16  | Brady Battles Boo-Mer             | La lotta di Brady                  | 24 gennaio 2011   | 2011            |
| 17  | The King and Eyes                 | Il re e il terzo occhio            | 31 gennaio 2011   | 2011            |
| 18  | The Kings Beneath My Wings        | Reali tra le mie ali               | 7 febbraio 2011   | 2011            |
| 19  | Fight School                      | Scuola di lotta                    | 18 aprile 2011    | 2011            |
| 20  | The Trouble With Doubles          | Attenti a quei due                 | 25 aprile 2011    | 2011            |
| 21  | Journey to the Center of Mt. Spew | Viaggio al centro del Monte Vomito | 2 maggio 2011     | 2011            |

## Il ritorno dei re - Parti 1 e 2
Brady (Mitchel Musso) e Boomer (Doc Shaw) sono due adolescenti gemelli che vivono a Chicago con la zia Nancy e lo zio Bill, in quanto i loro genitori sono deceduti. Brady e Boomer non sanno di essere destinati a diventare i prossimi re di una nazione insulare conosciuta come Kinkow. Dopo essere stati maltrattati dai ragazzi più duri del loro liceo, Mason (Geno Segers) e un gruppo di guerrieri di Kinkow vengono a portarli a casa. Brady e Boomer rompono il sacro rubino dell'isola, facendo eruttare il vulcano di Kinkow. Il loro cugino Lanny (Ryan Ochoa) li convince con l'inganno ad andare a prendere un altro rubino sacro per farli morire nel lato oscuro di Kinkow, permettendogli di diventare re. Mentre sono sul lato oscuro, Brady e Boomer vengono catturati da una tribù chiamata il Popolo Tarantola, ma sono protetti dal medaglione di pipistrello a cui il Popolo Tarantola obbedisce. Brady e Boomer ottengono il rubino sorella e salvano il regno. Tuttavia, la catena che controllava il Popolo Tarantola cade dal collo di Brady.
Ospite speciale: Tichina Arnold nel ruolo di zia Nancy
Ospiti: John Eric Bentley nel ruolo dello zio Bill, Maxie J. Santillan nel ruolo di Stately Islander, Matthew Willig nel ruolo di Tarantula Leader, Vincent Pastore nel ruolo della voce di Yamakoshi, Gragory Pugliese nel ruolo di Rondo
Brevi apparizioni: Clint Culp come allenatore
Nota: questo è uno speciale di un'ora. Questo episodio è stato trasmesso per la prima volta su Disney Channel prima di andare in onda su Disney XD il 22 settembre 2010. La sua anteprima su Disney Channel ha ricevuto 4,1 milioni di spettatori,[1][2] segnando il maggior numero di spettatori, fino ad oggi, per la prima di una serie originale Disney XD.

## Bulli da spiaggia
Brady e Boomer sono banditi da Shredder Beach dal top surfista conosciuto come "The Big Kahula", conosciuto anche come Hibachi. Dopo essere stati banditi dalla spiaggia, tornano e scommettono con Hibachi che lo batteranno in una gara di surf e si riprenderanno la spiaggia. Hibachi afferma che se vince, allora nessuno potrà più fare surf sull'isola, tranne lui e i suoi amici. Brady e Boomer si arruolano in un campo di addestramento gestito da Mason, che cerca di allenarli per imparare a fare surf, e si riprendono la spiaggia. Mason era il surfista di punta, ma è stato battuto da Hibachi 10 anni prima, perché era accecato da quello che pensava fosse il sole. Brady e Boomer si allenano e sfidano Hibachi, mentre la figlia di Mason, Mikayla (Kelsey Chow), decide di tenere d'occhio gli amici di Hibachi. Scopre che stavano cercando di imbrogliare, facendo risplendere la luce del sole negli occhi di Brady e Boomer con un guscio riflettente. Mette i responsabili a dormire con le freccette. Brady e Boomer vincono la gara, e Mikayla dice al padre che Hibachi ha cercato di accecarli, ed è per questo che Mason in precedenza aveva perso contro di lui. Hibachi poi scappa via. Brady e Boomer dichiarano Mason il nuovo "Big Kahula" facendolo diventare il miglior surfista di Shredder Beach.
Le guest star: Martin Klebba nel ruolo di Hibachi e Kyle Benton in quello di Marvin

## Coda da sirena
I due re trovano cinque bellissime sirene sulla spiaggia e le portano al castello per trasformarle in principesse umane del castello. Le cose vanno male quando le sirene in realtà stavano seducendo i re per conquistare il castello, e trasformano anche Mikayla in una sirena e la fanno parlare con il cinguettio dei delfini. Nel frattempo, Lanny si innamora di Amazonia, una delle sirene, che risponde anche a Lanny.
Le guest star: Leslie Anne Huff nel ruolo di Aerosol, Madison Riley in Amazzonia

## La scomparsa dei re selvaggi
Brady e Boomer trovano una creatura carina nella giungla e decidono di tenerla come animale domestico, nonostante gli avvertimenti di Mason. Lanny lo chiama "ascella gigante". Inizia bene, ma peggiora quando iniziano a trascurarla e si trasforma in una grande bestia, rapendo i re nel processo. Nel frattempo, Lanny ipnotizza il giullare di corte senza talento per uccidere i re, ma il suo piano fallisce.
Assente: Kelsey Chow nel ruolo di Mikayla Makoola
Guest star: John O'Hurley come istruttore di CD

## Grandi re vanno a scuola
Nonostante siano re, Brady e Boomer sono ancora tenuti a frequentare la scuola a Kinkow, ma sono riluttanti a farlo. Brady diventa geloso quando Mikayla inizia a frequentare il suo compagno di scuola Tristan, che pratica sport estremi ed è sopravvissuto agli attacchi degli animali. Per impressionarla, Brady si iscrive a scuola e cerca di fare sport estremi. Brady si arrabbia perché Mikayla e Tristan siedono insieme al "tavolo del giaguaro" della scuola, mentre lui e Boomer devono sedersi con i bambini al "tavolo dei suricati". Boomer si affeziona ai bambini.
Assente: Geno Segers come Mason Makoola
Ospiti: Christoph Sanders nel ruolo di Tristan, Davis Cleveland nel ruolo di Chauncey, Leland Crooke nel ruolo del professore e Derek Anthony nel ruolo della guardia.

## Il sospetto di Brady
Boomer diventa buon amico di un ragazzo del clan Flagee, una tribù vicina di cui Brady comincia a sospettare che siano cannibali e vogliono avere Boomer per cena. Brady escogita un piano e tenta di infiltrarsi nel villaggio della tribù, mentre anche Mason comincia a credere alla teoria dei cannibali.
Special guest star: Doug Brochu nel ruolo di Oogie
Assente: Kelsey Chow nel ruolo di Mikayla Makoola
Nota: il 22 ottobre 2010 l'episodio è stato visto da 3 milioni di spettatori quando è stato trasmesso su Disney Channel[3], segnando il secondo episodio più visto della serie, subito dopo l'episodio di un'ora della prima della serie[3].

## Il torneo di Junga Ball
Brady e Boomer si preparano per il torneo Junga Ball contro altre isole. La squadra di Kinkow è composta dalle sue guardie, con Brady e Boomer come capi squadra. Quando Boomer non riesce a governare la squadra tanto quanto Brady, Boomer inizia la sua squadra con l'aiuto del residente di Kinkow per sfidare Brady. Le due squadre competono per vedere quale squadra rappresenterebbe Kinkow.
Assente: Kelsey Chow nel ruolo di Mikayla Makoola

## La vendetta della mummia
La mummia viene rianimata con l'aiuto del medaglione del pipistrello. La mummia provoca il caos e inizia a dare la caccia a Brady e Boomer. I re cercano di recuperare il medaglione del pipistrello e mettono la mummia a dormire prima che Mikayla e Mason scoprano la situazione.
La guest star: Raymond Ochoa, il fratello minore di Ryan Ochoa, da giovane.

## Oh, fratello, dove sei?
Brady e Boomer usano una speciale mappa del tesoro per trovare il tesoro con l'aiuto di un pirata, ma i pirati intrappolano l'intera banda e progettano di rubare il palazzo.

## Vietato l'ingresso ai re
Brady e Boomer si travestono per unirsi ai Riptides, una banda famosa per fare scherzi in tutta l'isola. Per gli scherzi, Brady e Boomer si travestono da parrucche. La loro ultima prova prima di essere accettati nella banda è il furto di Yamakoshi: il pesce parlante di Lanny.
Guest star: Chris Blasman nel ruolo di Hawk e Vincent Pastore nella voce di Yamakoshi
Assente: Geno Segers come Mason Makoola

## Una coppia di burloni
Quando Brady e Boomer tentano di fare scherzi agli abitanti del villaggio, si spingono troppo oltre e arriva un uccello chiamato Karma, portando loro sfortuna, proprio come aveva avvertito Mikayla.

## Due re... in ballo
Brady e Boomer tornano al ballo del liceo a Chicago per sfoggiare il loro status reale. Boomer sceglie una ragazza di nome Rebecca, con la quale pensa di aver avuto un appuntamento; Brady sceglie Mikayla, che si rifiuta finché non fa qualcosa di nobile. Le cose vanno in tilt quando i Tarantola People si imbucano alla festa.
La guest star: Logan Browning nel ruolo di Rebecca "Awesome" Dawson

## Il re stonato
Per il Festival del Raccolto, Boomer è entusiasta di cantare, pensando di avere una grande voce ma in realtà non è così. Brady cerca di evitare che Boomer venga umiliato, ma non sa come farlo senza ferire i sentimenti di Boomer.
Assente: Geno Segers nel ruolo di Mason Makoola
Guest star: Raymond Ochoa da giovane

## La puntura del Waka Waka
Lo zio Bill e la zia Nancy di Brady e Boomer vengono a visitare Kinkow quando pensano che l'isola sia troppo pericolosa e devono riportare i re a casa. Prima del loro arrivo, Brady viene morso da un insetto di Waka Waka, provocando vari effetti collaterali che si verificheranno in ordine cronologico: orecchio allargato, occhi da insetto, amnesia e arti flaccidi, prima di finire con la testa che si trasforma in una zucca. Brady e Boomer non riescono a far mordere di nuovo Brady, il che invertirà gli effetti. Nel processo, i ragazzi si rovesciano accidentalmente sulle rocce che si appoggiano su un terreno di sepoltura per i Tarantola People. In seguito i ragazzi cercano di dimostrare a Bill e Nancy che l'isola è sicura, nascondendo loro i vari effetti collaterali di Brady. I Tarantula People invadono il castello e dichiarano guerra al loro terreno di sepoltura disturbato, e un insetto Waka Waka invade successivamente il castello, prima di essere cacciato da Boomer. Brady, ora con una testa di zucca, spaventa i Tarantola People, e Bill e Nancy sono convinti che i ragazzi staranno bene a vivere con Mason e Mikayla. Brady è poi guarito.
Special guest star: Tichina Arnold nel ruolo di zia Nancy
Guest star: John Eric Bentley nei panni dello zio Bill

## La lotta di Brady
Brady cerca di far credere a Boomer nei fantasmi, così compra un "Fantasma in lattina", ma Lanny scambia il fantasma con un fantasma vichingo più letale di nome Farhod il Feroce, che si impossessa del corpo di Boomer. Brady cerca aiuto da June, la signora che gli ha venduto il fantasma.
La guest star: Edie McClurg nel ruolo di June e Patrick Gallagher nel ruolo di Farhod il Feroce
Assente: Kelsey Chow nel ruolo di Mikayla Makoola

## Il re e il terzo occhio
Ai re viene detto che devono cercare di vincere una gara quando tentano di organizzare un trattato con l'isola avversaria di Cornea; il vincitore riceve la ricompensa di una principessa, ma Brady e Boomer scoprono che non è una tipica principessa, perché lei e suo padre hanno ciascuno tre occhi. Nel frattempo, Mason spera che il trattato abbia successo in modo da poter ricevere una bottiglia di salsa speciale da Cornea.
Stella ospite: Tiffany Mulheron nel ruolo della principessa Iris e Oliver Muirhead nel ruolo del padre e del re dell'isola di Cornea.

## Reali tra le mie ali
I re decidono di fare un concorso "re per un giorno", che viene vinto da un ragazzo di nome Hilo Tutuki, che ammira i re. Tutti si mettono nei guai quando Hilo cerca di fermare una bestia pericolosa.
Assente: Geno Segers come Mason Makoola
Guest star: Tyrel Jackson Williams nel ruolo di Hilo Tutuki

## Scuola di lotta
Dopo aver appreso che il loro padre era il miglior guerriero della storia dell'isola, Boomer e Brady si iscrivono alla Kinkow Fight School. Quando Mason riserva ai re un trattamento speciale, la gelosia supera Mikayla. Seguendo il consiglio di Lanny, decide di mettere alla prova la ritrovata fiducia e le abilità dei re opponendoli ad Atog the Giant. Quando Mason lo scopre, Mikayla cerca di convincere i re a ritirarsi, ma è troppo tardi perché i re sono ansiosi di dimostrare il loro guerriero interiore.
Special guest star: Il Grande Khali nel ruolo di Atog il Gigante

## Attenti a quei due
Boomer e Brady scoprono il Vault 14, un caveau segreto che protegge i più misteriosi e potenti artefatti di Kinkow, tra cui il Duplicatus Plantus, una pianta che copia tutto ciò che tocca. I re fanno dei cloni di se stessi e mentre vanno a fare surf, mandano i loro doppi al Kalooki Island Peace Summit. Al posto dei fratelli, i cloni impressionano Mikayla, i dignitari dell'isola e gli altri Kinkowiani con la loro intelligenza, igiene e professionalità. Tuttavia, quando Brady e Boomer sentono il piano definitivo dei cloni per prendere il controllo, i re devono capire come liberarsi dei loro sosia e riprendersi il loro regno.

## Viaggio al centro del Monte Vomito
È il compleanno dei re e per il loro regalo reale, ognuno di loro riceve un desiderio che si avvererà. Poco prima di spegnere le candeline, Boomer viene a sapere che Brady si è vantato con tutta l'isola di essere il gemello più grande. Boomer usa il suo desiderio per scoprire la verità su chi è nato per primo, mentre il desiderio di Brady è che Mikayla non riesca a smettere di fargli i complimenti per un giorno. Boomer si reca al centro di Mt. Spew per incontrare l'oracolo del vulcano e scoprire chi è il re maggiore, ma il fratello minore non sarà più co-reggente se si sa chi è il fratello maggiore. Brady, Mikayla e Mason inseguono Boomer, mentre Lanny li segue, cercando di uccidere i re.